# Сант-Алессіо-Сікуло
Сант-Алессіо-Сікуло (італ. Sant'Alessio Siculo, сиц. Sant'Alessiu Sìculu) — муніципалітет в Італії, у регіоні Сицилія, метрополійне місто Мессіна.
Сант-Алессіо-Сікуло розташований на відстані близько 510 км на південний схід від Рима, 180 км на схід від Палермо, 35 км на південний захід від Мессіни.
Населення — 1533 особи (2014).
Щорічний фестиваль відбувається 16 липня. Покровитель — Madonna del Carmine.

## Демографія
Населення за роками:

Станом на 1 січня 2023 року в муніципалітеті офіційно проживало 137 іноземців з 22 країн, серед них 88 громадян країн Євросоюзу та 8 громадян України.

## Сусідні муніципалітети
- Казальвеккьо-Сікуло
- Форца-д'Агро
- Санта-Тереза-ді-Рива
- Савока